# Lampeland
Lampeland este o localitate din comuna Flesberg, provincia Buskerud, Norvegia, cu o suprafață de 0,42 km² și o populație de 501 locuitori (2013).